# Crisis in Six Scenes
Crisis in Six Scenes je americká televizní minisérie z roku 2016. Autorem seriálu, stejně jako režisérem a scenáristou všech šesti epizod, je Woody Allen. Ten v seriálu zároveň ztvárnil jednu z hlavních rolí. Jeho manželku v seriálu hrála Elaine May. Děj seriálu se odehrává v šedesátých letech, kdy rodinu navštíví mladá dívka (Miley Cyrusová) hledaná FBI. Seriál byl natáčen ve vesnici Briarcliff Manor ve státě New York. Seriál vznikl ze spolupráce Allena a společnosti Amazon, která se produkčně podílela i na jeho celovečerních filmech z té doby.